# Березина (заповідне урочище, Долинський район)
Березина́ — заповідне урочище в Україні. Об'єкт природно-заповідного фонду Івано-Франківської області.
Розташоване в межах Долинської міської громади Калуського району Івано-Франківської області, на схід від села Новичка.
Площа 6,5 га. Статус надано згідно з рішенням облвиконкому від 17.05.1983 року № 166. Перебуває у віданні Долинської міської ради.
Статус надано для збереження заболоченої ділянки, вкритої вільшаником, розташованої на схилі серед полів. Місце гніздування птахів.